# Campionato del mondo di calcio da tavolo 2004
Il Campionato del mondo di calcio da tavolo 2004 si tenne a Bologna.

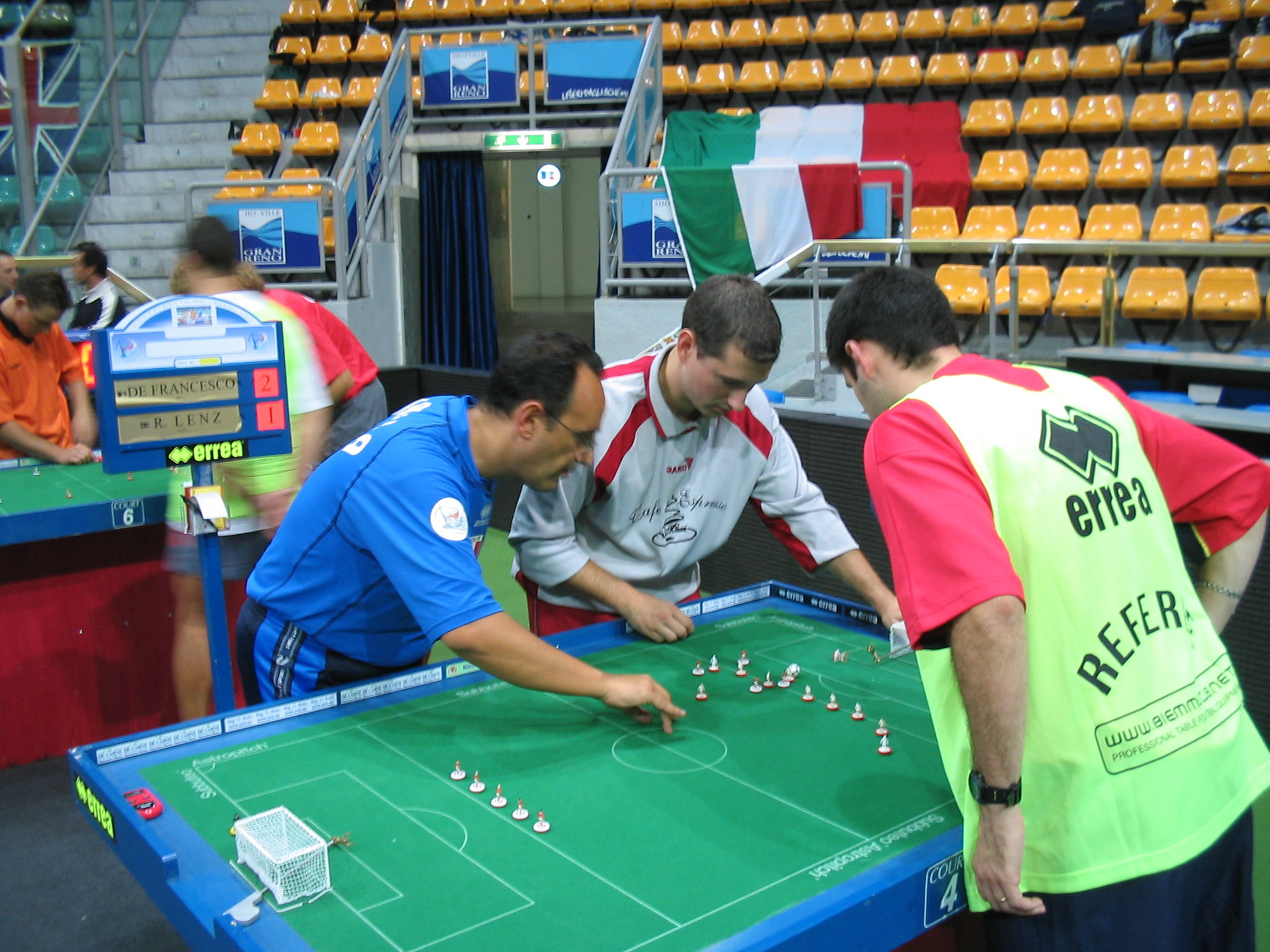
Cat. Open: Stefano De Francesco contro Robert Lenz

## Medagliere
| Pos. | Paese       | Oro | Argento | Bronzo | Totale |
| ---- | ----------- | --- | ------- | ------ | ------ |
| 1    | Italia      | 6   | 1       | 5      | 12     |
| 2    | Belgio      | 2   | 5       | 0      | 7      |
| 3    | Portogallo  | 1   | 1       | 1      | 3      |
| 4    | Germania    | 1   | 0       | 1      | 2      |
| 5    | Paesi Bassi | 0   | 2       | 0      | 2      |
| 6    | Danimarca   | 0   | 1       | 0      | 1      |
| 7    | Francia     | 0   | 0       | 4      | 4      |
| 8    | Inghilterra | 0   | 0       | 3      | 3      |
| 9    | Grecia      | 0   | 0       | 1      | 1      |
| -    | Spagna      | 0   | 0       | 1      | 1      |
| -    | Galles      | 0   | 0       | 1      | 1      |

## Categoria Open

### Risultati

#### Individuale
Prima fase a gironi ed Eliminazione Diretta
| Oro     | Giancarlo Giulianini                      | Italia      |
| Argento | Eric Verhagen                             | Paesi Bassi |
| Bronzo  | Stefano De Francesco Massimiliano Nastasi | Italia      |

#### Squadre
Prima fase a gironi ed Eliminazione Diretta
| Oro     | Italia Giancarlo Giulianini, Massimo Bolognino, Stefano De Francesco, Antonio Mettivieri, Massimiliano Nastasi, Francesco Mattiangeli                             | Italia        |
| Argento | Belgio Valéry Dejardin, Alain Hanotiaux, David Ruelle, Gil Delogne, Vito Di Ruggiero                                                                              | Belgio        |
| Bronzo  | Grecia Nikos Beis, Skyros Hantzaras, Giorgos Koutis, Christos Rikos, Kostas Kechris Spagna Raul Benita, Fernando Gómez, Carlos Flores, José Leon, Arturo Martínez | Grecia Spagna |

## Categoria Under19

### Risultati

#### Individuale
Prima fase a gironi ed Eliminazione Diretta
| Oro     | Daniele Bertelli         | Italia        |
| Argento | Arnaud Nullens           | Belgio        |
| Bronzo  | Stefano Buono Phil Dacey | Italia Galles |

#### Squadre
Prima fase a gironi ed Eliminazione Diretta
| Oro     | Italia Marco Pennacchini, Daniele Bertelli, Francesco Quintano, Stefano Buono, Nkrumah Adabire                                                                                           | Italia               |
| Argento | Belgio Steven Delfosse, Logan Carette, Christophe Dheur, Arnaud Nullens, Benoît Heunders                                                                                                 | Belgio               |
| Bronzo  | Inghilterra Sam Curtis, Matt Lampitt, José Leonard, Kasper Bennett, Josh Learner Germania Manuel Schreckenbach, Michael Stolzenberg, Alexander Ruf, Patrick Schnieder, Daniel Wienbrandt | Inghilterra Germania |

## Categoria Under15

### Risultati

#### Individuale
Prima fase a gironi ed Eliminazione Diretta
| Oro     | Daniel Wienbrandt              | Germania           |
| Argento | Ricardo Barros                 | Portogallo         |
| Bronzo  | Luis Ferreira Benjamin Garnier | Portogallo Francia |

#### Squadre
Prima fase a gironi ed Eliminazione Diretta
| Oro     | Portogallo Ricardo Barros, Bruno Fonseca, Luis Ferreira, Ricardo Margarido       | Portogallo |
| Argento | Belgio Michaël Denooz, Thibaut Buron, Maxime Castel, Justin Leroy, Emilien Liard | Belgio     |
| Bronzo  | Francia Tommy Neyron, Benjamin Garnier, Joris Bois, Johan Fouquet                | Francia    |

## Categoria Veterans

### Risultati

#### Individuale
Prima fase a gironi ed Eliminazione Diretta
| Oro     | Renzo Frignani            | Italia             |
| Argento | Martijn Bom               | Paesi Bassi        |
| Bronzo  | Bob Varney Corrado Trenta | Inghilterra Italia |

#### Squadre
Prima fase a gironi ed Eliminazione Diretta
| Oro     | Italia Renzo Frignani, Corrado Trenta, Enrico Tecchiati, Massimo Conti, Mauro Nardini                  | Italia      |
| Argento | Belgio Marcel Lange, Jos Ceulemans, Fabrice Mazzaglia, Steve Grégoire, Francis Frédérick, Benoît Jadot | Belgio      |
| Bronzo  | Germania Michael Kappl, Hans Ruf, Thorsten Büsing, Janue Gersie, Fred Vulpes                           | Inghilterra |

## Categoria Femminile

### Risultati

#### Individuale
Prima fase a gironi ed Eliminazione Diretta
| Oro     | Delphine Dieudonné               | Belgio         |
| Argento | Kamilla Kristensen               | Danimarca      |
| Bronzo  | Stéphanie Garnier Loredana Ferri | Francia Italia |

#### Squadre
Prima fase a gironi ed Eliminazione Diretta
| Oro     | Belgio Elodie Bertholet, Delphine Dieudonné, Cynthia Bouchez, Aurélie Lucq | Belgio  |
| Argento | Italia Loredana Ferri, Laura Petti, Laura Panza, Laura Mura, C. Marinucci  | Italia  |
| Bronzo  | Austria Jennifer Radic, Jennifer Kastner, Michaela Scherbaum               | Francia |